# Château de Chevenizet
Le château de Chevenizet est situé sur la commune de Nochize en Saône-et-Loire, à flanc de pente, dominant la vallée de l'Arconce.

## Description
Des bâtiments du XIXe siècle englobent un ensemble datant des XVe siècle et XVIe siècle comprenant : deux tours rondes flanquant une façade donnant sur la rivière, une tour d'escalier polygonale incluse dans l'angle des deux ailes dont est constitué le château, quelques éléments de murs très épais, un petit oratoire et la moitié d'une cheminée. Le corps de logis de plan rectangulaire est flanqué d'une aile en retour d'équerre.
À une centaine de mètres, se trouve une chapelle, de style gothique flamboyant, totalement restaurée au XIXe siècle. C'est un petit bâtiment presque carré avec abside en hémicycle.
Le château est une propriété privée et ne se visite pas.

## Historique
- 1367 : la maison forte appartient à Jean et Hugues de Marcilly, fils de Robert de Marcilly
- début XVe siècle : passe à la famille Vichy-Chamrond qui la rebâtit
- 1422 : Antoine de Chamrond y édifie une chapelle, dédiée à Notre-Dame
- début XVIIIe siècle : la terre est vendue à Marc-Antoine de Lévis